# بيو لاغي
بيو لاغي (بالإيطالية: Pio Laghi)‏ (و. 1922 – 2009 م) هو دبلوماسي، والكهنوت من إيطاليا ولد في فورلي.
تولى منصب رئيس أساقفة، وكاردينال، وأسقف .